# Armando Diaz
Armando Diaz (5 tháng 12 năm 1861– 29 tháng 2 năm 1928) là vị tướng người Ý gốc Tây Ban Nha và ông trở thành tổng tham mưu trưởng quân đội Ý vào năm 1915.

## Cuộc đời
Diaz sinh tại Naples (1861). Ông bắt đầu sự nghiệp quân sự của mình tại học viện quân sự ở Torino và tại đây ông đã trở thành một sĩ quan pháo binh. Trong chiến tranh Ý-Thổ Nhĩ Kỳ, ông mang quân hàm đại tá và 1914 là thiếu tướng. Khi thế chiến thứ nhất nổ ra ở mặt trận Ý vào năm 1915, ông trở thành tướng 2 sao vào tháng 6 1916, sau đó ông chỉ huy sư đoàn 49 rồi quân đoàn 23.
Tháng 10 1917, quân đội Ý đại bại sau cuộc tổng tấn công của liên quân Đức, Áo-Hung trong trận Caporetto. Ngày 8 tháng 11 1917, Diaz được thay thế Luigi Cadorna trong cương vị tổng tham mưu trưởng quân đội Ý. Ngay lập tức, Diaz cải tổ quân đội và tăng cường tinh thần chiến đấu của binh lính. Nhờ vậy mà trong trận sông Piave, quân đội Ý với sự trợ giúp của Anh-Pháp đã ngăn được bước tiến của liên quân Đức-Áo vào lãnh thổ Ý. Cuối năm 1918, ông chỉ huy quân đội Ý trong trận đánh quyết định ở mặt trận Ý, trận Vittorio Veneto. Sau trận này, đế quốc Áo-Hung đã đầu hàng khối Entente và Ý trở thành nước thắng trận sau khi thế chiến thứ nhất kết thúc.
Ngày 1 tháng 11 1921, Diaz đến thành phố Kansas để dự lễ khánh thành tượng đài tự do. Trong ngày này còn có nam tước Bỉ, thiếu tướng Jacques; đô đốc David Beatty của Anh, thống chế Ferdinand Foch của Pháp và tướng John J. Pershing của Mỹ. Năm 1935, phù điêu của Jacques, Foch, Diaz và Pershing được nhà điêu khắc Walker Hancock đưa vào đài tưởng niệm.
Sau chiến tranh Diaz tham gia hoạt động chính trị. Năm 1921, ông được hoàng đế Victor Emmanuel III phong cho danh hiệu Duca della Vittoria ("Công tước chiến thắng"). Benito Mussolini cho ông làm bộ trưởng chiến tranh và phong ông quân hàm đại tướng. Sau khi về hưu vào năm 1924, ông được mang danh Thống chế Ý (Maresciallo d'Italia). Ông mất năm 1928, thọ 67 tuổi.